# A834 road
Die A834 road ist eine A-Straße in der schottischen Council Area Highland. Sie stellt eine Querverbindung zwischen Dingwall am Cromarty Firth an der schottischen Ostküste und der A835 als wichtigster Ost-West-Verbindung in diesem Bereich der Highlands dar und dient vor allem der Anbindung des Kurorts Strathpeffer.

## Verlauf
Die Straße beginnt im Ortszentrum von Dingwall und zweigt dort von der A862 ab, der früheren Führung der A9 bis zum Bau der Cromarty Bridge über den Cromarty Firth und der Kessock Bridge über den Beauly Firth. Von Dingwall verläuft die A834 in etwa parallel zur Kyle of Lochalsh Line im Strath Peffer, dem Tal des River Peffery, in Richtung Westen durch kleinere Ansiedlungen wie Fodderty und Blairninich, bis sie sich nach Südwesten in Richtung Strathpeffer wendet. Nördlich der Straße befinden sich die Menhire von Blairninich. In Strathpeffer bildet die A834 die Hauptstraße des kleinen Kurorts. Südlich von Strathpeffer erreicht die A834 bei Contin die A835, über die Anbindungen in Richtung Inverness und A9 nach Osten sowie Richtung Ullapool und Kyle of Lochalsh nach Westen bestehen. 